# Sparianthina selenopoides
Espèce
Sparianthina selenopoides est une espèce d'araignées aranéomorphes de la famille des Sparassidae.

## Distribution
Cette espèce se rencontre au Panama et au Costa Rica.

## Description
Les mâles mesurent de 5,2 à 6,9 mm et les femelles de 6,4 à 7,5 mm.

## Publication originale
- Banks, 1929 : Spiders from Panama. Bulletin of the Museum of Comparative Zoology, vol. 69, no 3, p. 53-96 (texte intégral).